# بونک ۱۴۹۶۵
سیارک ۱۴۹۶۵ (به انگلیسی: 14965 Bonk، نامگذاری:1997KC) چهارده هزار و نهصد و شصت و پنجمین سیارک کشف شده‌است که در ۲۴ مه ۱۹۹۷ کشف شد.
قدر مطلق سیارک برابر ۱۳٫۷۰ است.